# تایپ-مون
تایپ-مون یا تی-مون (به ژاپنی: タイプムーン Taipu Mūn) شرکت بازی‌سازی ژاپنی است، که به ساخت رمان‌های بصری معروف بوده و در سال ۱۹۹۸ توسط کینوکو ناسو یک نویسنده و تاکاشی تاکئوچی تأسیس شده‌است.
اولین کار آن‌ها رمانی با نام کارا نو کیوکای بود، که ابتدا در اکتبر ۱۹۹۸ منتشر شد و بعدها در سال ۲۰۰۴ مجدداً به چاپ رسید. در سال ۲۰۰۳ ناسو و تاکئوچی یک شرکت حقوقی با نام نوتز (به ژاپنی: ノーツ, Nōtsu) را تأسیس کردند، که تایپ-مون زیربنای آن شد و امروزه تمامی محصولات تایپ-مون زیر نظر نوتز منتشر می‌شوند.
در دسامبر سال ۲۰۰۰، تایپ-مون یک رمان بصری با نام تسوکی‌هیمه را منتشر کرد، که مورد استقبال همگان قرار گرفت و فروش بسیار خوبی داشت. کارهای بعدی او شامل رمان بصری معروف فیت/استی نایت است که هر دو اثر آن‌ها بعدها تبدیل به سری انیمه و مانگا گشتند. تسوکی‌هیمه در سال ۲۰۰۳ تبدیل به یک مجموعه تلویزیونی انیمه فراطبیعی با نام افسانه ماه تسوکی‌هیمه شد که توسط استودیو جی.سی.استاف ساخته شد.